# 531大遊行
531大遊行是台灣醫學生聯合會（簡稱醫聯會）主導，臺灣牙醫學生聯合會、國立台灣大學學生代表大會（簡稱學代會）、國立陽明大學學生會、台北醫學大學學生代表議會等單位配合，於2009年5月31日發動的一次遊行示威，主要訴求是「要修法，保健康」。主辦單位於前一日的網路統計報名有1924人，但加上現場加入的民眾，據新聞媒體的估計有二千至四千人。知名網路作家九把刀亦到場聲援並發表聲明。這是醫聯會、也是台灣醫學生們第一次集體走上街頭，同時也是台灣有史以來罕見大規模的醫學生運動。

## 背景
台灣承認歐盟和其他九大醫療先進地區的醫事學歷。2004年波蘭加入歐盟以後，有少量台灣學生湧入波蘭習醫。波蘭醫學系學制不同（就讀4至6年），在畢業後才開始12個月的實習，與台灣醫學生學制五年或七年（2013已改跟世界同步，4年跟6年）；但波蘭的學歷卻被台灣的法律默許可以參加醫師國考。也就是說：波蘭台籍醫學生「經過大使館跟考試院認證就可以考醫師國考」、「畢業後不用在台灣實習就可以當醫生」。
2006年立法院即有意將《醫師法》修正草案送入議程，修正的內容是要求持國外學歷者應參加學歷甄試，卻一直延宕至2009年仍沒有排入議程。加上波蘭台生回台灣參加國家考試屢創佳績、甚至奪下榜首，波蘭台生家長在2009年5月6日立法院公聽會時強調法律的信賴保護原則，引發遊行。
2009年5月22日醫聯會幹部柳林瑋以代號「Spicycop」在批踢踢醫學生版首先發布了這次遊行的號召，希望在6月2日立法院本會期最後的期限將《醫師法》修正草案排入議程。
雖倉促決定，但經全台灣十一所醫學院校（北部：台灣大學、陽明大學、長庚大學、台北醫學大學、輔仁大學、國防醫學院；東部：慈濟大學；中部：中國醫藥大學、中山醫學大學；南部：成功大學、高雄醫學大學）的網路串連。並得到其他大專院校及為數不少的民眾的響應，而使得遊行得以順利完成，東部和中南部的學生更是自己特地包遊覽車北上參加遊行，學生們並自己製作海報標語。其中有不少已在醫院任職的醫師和醫學院教授也加入了遊行的行列。
反對上述一方所持的理由（波蘭台生和家長所持立場）[19]：
赴波蘭就讀醫學院的學生並非程度低落，後醫四年制醫科需四年制大學畢方可入學，合併修業年數最少八年外，亦有研究所畢業後報考。
波蘭醫學院國際班直接受當地政府監督、承認，可參加當地醫師國考合格於歐盟27國內就業。
根據大型媒體集團湯森路透所做的調查，並以全世界進行長達五年的評比，波蘭在臨床醫學（Clinical Medicine）上的成就與品質，相當突出，並非醫學生口中醫術落後的地區[20]。許多人引用波蘭在歐洲31個國家的醫療排名為25，名次僅高於葡萄牙、拉脫維亞、馬其頓和羅馬尼亞等國，在波蘭習得的醫術不見得跟得上台灣醫學發展現況的這種說法，然而此項是就醫品質排名，卻變成醫術或是醫療教育評比排名，進行波蘭醫學教育抹黑與中傷。
並無特設台灣專班，班上都有歐美同學共同上課、考試，人數本來就比台灣留學生多，考試與評分也沒有因為台生而有任何優惠。
在立院公聽會上，台灣醫學生抨擊波蘭醫學生要花五百萬買學位[21]。實際上一年學費約新台幣五十萬（波茲南國際班每年15,000~17,500美元），後醫四年制醫科四年為二百萬元、六年制醫科六年約為三百萬的學費，不僅比公聽會上台灣醫學生所說少了一半，成績不佳亦會被退學。相對合理的學費與相當的醫學品質才是民眾選擇波蘭習醫的原因。
到波蘭留學事先都是依法且詢問衛生署與教育部及考選部確認確實符合醫師法第四條之一規定，所以才至波蘭習醫，絕非部分人口中的鑽漏洞。
部分波蘭醫學院實習證明被考選部認為不符合規定，制度上的不符規定到了台醫學生口中卻變成這些人通通沒實習，並將"部分"擴及全部波蘭醫學生都沒實習進行抗議宣傳。

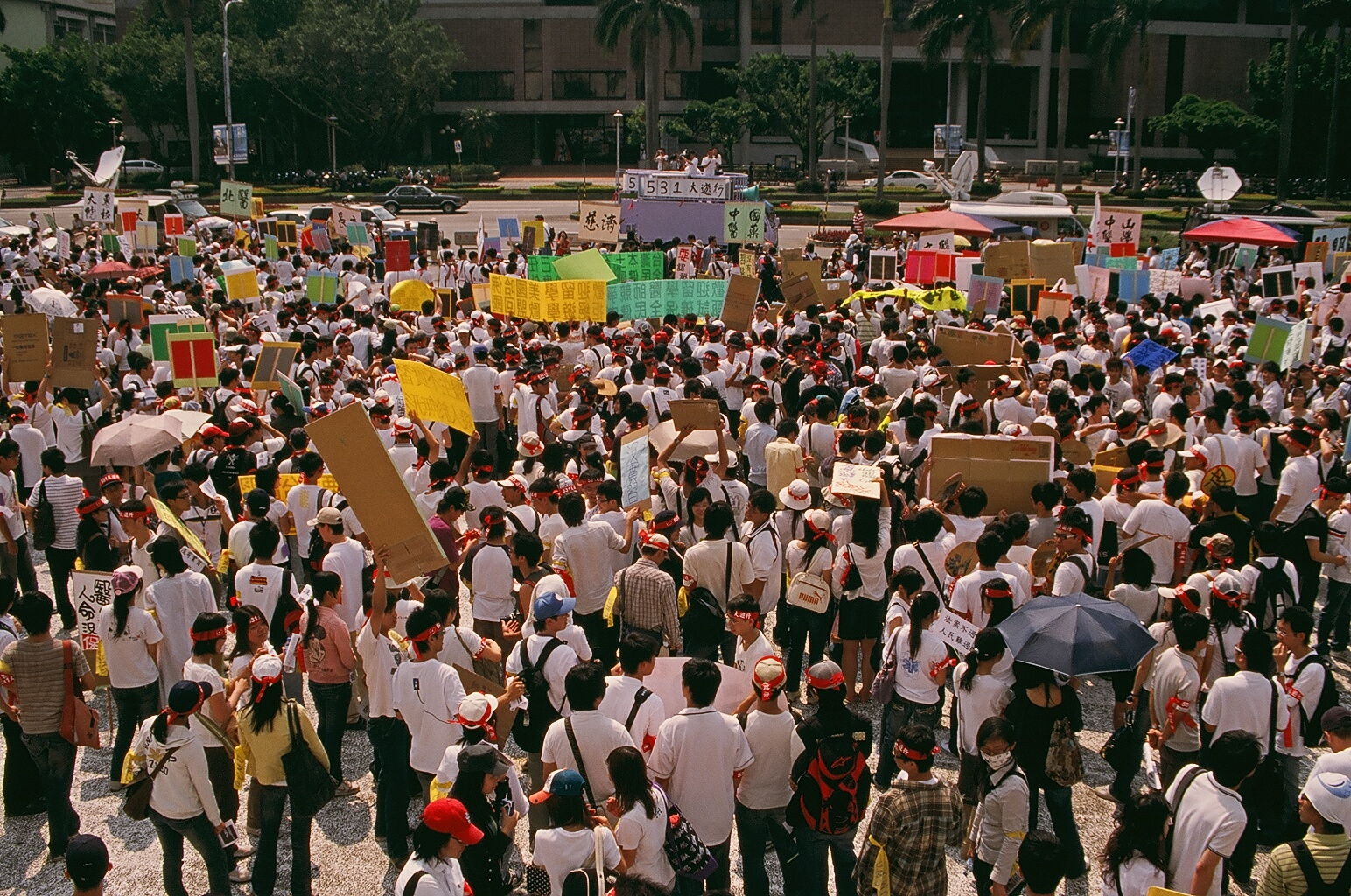
遊行前於自由廣場集合

## 籌劃人員
1. 遊行發起人與總指揮：高雄醫學大學柳林瑋
2. 醫聯會會長：中國醫藥大學簡佑全
3. 行動劇與糾察組策畫：陽明大學王則堯
4. 標語器材策畫暨醫聯會新任會長：台灣大學張恆豪

## 遊行路線
自由廣場經中山南路至立法院。途中在經過台大醫院時全體遊行隊伍舉牌肅靜停止廣播和口號，以表示對病患安寧的尊重。到達立法院群賢樓後在現場演出行動劇諷刺留學代辦業者，並由醫聯會會長簡佑全向立法委員黃淑英遞交了陳情書和由網友WWJ發動募集十萬人簽名的敦促修法聯署書。

## 各界看法

### 評價
這是台灣歷史上第一次純粹由網路發起動員的遊行。此外這次遊行的籌備時間短暫，從決定到上街只有短短一週，也因此申請集會時間不及而無法申請便上街的違法遊行。

## 關心或歧視

以波波滾出去的圖示要求波蘭醫學生去實習及學歷甄試??

在當時五月底報名畫面上，使用了帶有POPO OUT的圖像(在遊行活動結束後已撤下)，因絕大多數波蘭(牙)醫學生雙親同為(牙)醫師，甚至有部分屬於特權階級(如民進黨籍議員賴惠員)，不見容於走正規考試制度考取本土醫學系的學生們。另外因波波因缺乏正規實習階段，執行醫療處置時常有失分寸，又大多不願公開學歷，進而使民眾無從選擇，健康權益暴露於極大風險當中，因此遊行訴求以關懷民眾健康為主。當時主要反對的方向的雖不同於原先公開訴求，但並未模糊其本意。唯此logo有侵犯相關商品的著作權的可能。這個圖像也是許多BLOG使用的反波蘭醫師圖。

## 外部連結
- 遊行活動官方網頁（页面存档备份，存于）
- 和信醫院院長黃達夫，波蘭醫學生風波平議[永久]
- 台灣醫學生回應：回黃達夫先生「波蘭醫學生風波平議」一文[永久]
- 全嘉莉的部落格：本土醫學生VS.波蘭醫學生--這會是最後一次的街頭吶喊嗎？
- 自由時報自由廣場：駁某醫界大老
- 自由時報自由廣場：醫學生為何要遊行抗議？
- 九把刀的部落格：5月31日，台北「要修法，保健康」大遊行，集氣！（页面存档备份，存于）
- 六百五十名台生赴波蘭就讀醫學院 首批「東歐醫生」明年投入台灣市場（页面存档备份，存于）
- 我就是波蘭醫生!（页面存档备份，存于）
- 波蘭醫學教育（页面存档备份，存于）